# Re (Norvège)
Pour les articles homonymes, voir Re.
Re est une ancienne kommune de Norvège. Elle est située dans le comté de Vestfold og Telemark.

## Historique
En janvier 1177, défaite des Birkebeiner à la bataille de Re (ru), dans le comté de Vestfold. Magnus V de Norvège élimine le prétendant au trône Eystein Eysteinsson.
La municipalité de Re se composait des cinq villages de Vivestad, Undrumsdal, Fon, Våle et Ramnes.
La municipalité de Re a été créée en 2002, mais le 1er janvier 2020, elle a fusionné avec Tønsberg pour former la municipalité de Tønsberg.

Berganvannet à Re